# Hengeranyag
A nyomdászatban használt hengeranyag zselatinból, glicerinből és cukorból készült.
A rövid ideig vízben áztatott és megpuhult zselatint meghatározott százaléknyi cukorral 90  Celsius-fokot meg nem haladó meleg, sav- és mészmentes glicerinben, állandó keverés mellett feloldották. Teljes oldódás után az anyagot megszűrték. A tiszta oldat áttetsző és levegőhólyagoktól mentes volt. Ezután táblákba öntötték, és így került forgalomba.
A hengeranyag összetétele a kívánt keménységi foktól függött. Az anyagok aránya lehetett: 20–50% zselatin, 40–70% glicerin, 1–10% cukor. A hengeranyag minősége főleg a felhasznált zselatintól függött. A hengeranyag feloldása csak vízfürdőbe helyezett üstökkel volt lehetséges.